# Aeroporto de Ibiza
O Aeroporto de Ibiza (IATA IBZ, ICAO: LEIB) (em espanhol: Aeropuerto de Ibiza, catalão Aeroport d'Eivissa) é o aeroporto que serve as ilhas de Ibiza e Formentera nas Ilhas Baleares, usado por 95% dos viajantes que chegam ou saem destas duas ilhas. O aeroporto oferece durante todo o ano voos para cidades como Barcelona, Madrid e Palma de Mallorca. 
está localizado a 7 km ao sudoeste da cidade de Ibiza.

## História
No início, o aeroporto foi usado como um aeroporto militar temporário durante a Guerra Civil Espanhola.
Em 1949 o local foi usado para voos nacionais e internacionais de turismo, mas foi fechado em 1951.
O aeroporto foi reaberto em 1 de Abril 1958, o motivo foi o rápido desenvolvimento do mercado turístico nas Ilhas Baleares, em particular na vizinha Maiorca. os primeiros destinos foram: Palma de Mallorca, Barcelona, Valência e Madrid.
O aeroporto foi ampliado progressivamente ao longo das décadas com pista, taxiway,e melhorias nos terminais sendo projetados para lidar com o crescente mercado turístico, que, no final de 1990 estava gerando mais de 3,6 milhões de passageiros por ano no aeroporto.

### Instalações
O Aeroporto de Ibiza possui apenas um terminal. Há lojas, restaurantes, empresas de aluguel de automóveis e uma farmácia.
Há instalações para alimentação de bebês, e áreas de lazer para as crianças.

## Companhias Aéreas e Destinos
| Companhia aérea                 | Destinos |
| ------------------------------- | --- |
| Air Europa                      | Barcelona, Bilbao, Madrid.                                                                                      |
| Aer Lingus                      | Dublin [sazonal]                                                                                                |
| Blue Panorama Express           | Roma |
| Condor Airlines                 | Düsseldorf, Frankfurt, Hamburgo, Munich, Stuttgart [sazonal].                                                   |
| Easy Jet                        | Berlim, Bilbao, Bristol, East Midlands, Genebra, Glasgow, Liverpool, Londres, Madrid, Newcastle, Paris,Porto.   |
| Iberia Express                  | Madrid [sazonal].                                                                                               |
| Air Nostrum                     | Málaga (verão) Menorca (verão), Palma de Mallorca, Valencia.                                                    |
| Luxair                          | Luxemburgo [sazonal]                                                                                            |
| Norwegian Air Shuttle           | Oslo |
| Smart Wings                     | Praga [sazonal]                                                                                                 |
| Sun d’Or International Airlines | Aviv [sazonal]                                                                                                  |
| Thomas Cook Airlines            | Aberdeen, Belfast, Birmingham, Bristol, Cardiff, East Midlands, Glasgow, Londres, Manchester, Newcastle.        |
| Thomson Airways                 | Belfast, Birmingham, Bournemouth, Bristol, Cardiff, Edimburgo, Exeter, Londres, Manchester, Newcastle, Norwich. |
| Transavia                       | Ámsterdam |
| Vueling                         | Alicante, Barcelona, Bilbao, Madrid, Roma, Sevilla, Valencia.                                                   |

Fonte: AENA.`

## Estatísticas
|                                    |
| Atualizado em: 9 de Junho de 2013. |

|      | Passageiros | Rotas  |
| ---- | ----------- | ------ |
| 1997 | 3 556 828   |        |
| 1998 | 3 780 181   |        |
| 1999 | 4 185 633   | 45 959 |
| 2000 | 4 475 708   | 52 544 |
| 2001 | 4 472 279   | 52 079 |
| 2002 | 4 094 446   | 48 344 |
| 2003 | 4 157 291   | 47 990 |
| 2004 | 4 171 580   | 48 798 |
| 2005 | 4 164 703   | 49 603 |
| 2006 | 4 460 143   | 54 146 |
| 2007 | 4 765 625   | 57 855 |
| 2008 | 4 647 360   | 57 233 |
| 2009 | 4 572 819   | 53 552 |
| 2010 | 5 040 800   | 56 988 |
| 2011 | 5 643 180   | 61 768 |
| 2012 | 5,555,048   | 57 738 |
| 2013 | 5 726 581   | 56 305 |